# إبراهيم السكوني
أبو إسحاق إبراهيم بن أحمد بن يوسف العبدي الجُذَمي السَّكُوني (1106 - 1179 م) (500 - 557 هـ) شاعر أحسائي ومن شعراء الدولة العيونية من أهل القرن الثاني عشر الميلادي/السادس الهجري. ولد في القطيف ونشأ بها. نزل أهله قرية العطش من قرى القطيف وقد التقى به الشاعر علي بن الحسن بن إسماعيل العبدي البصري عندما قدم إلى القطيف في 554 هـ.

## سيرته
هو أبو إسحاق إبراهيم بن أحمد بن يوسف العبدي الجذمي السكوني. والعبدي نسبة إلى عبد القيس، والجذمي نسبة إلى جذيمة، بطن من بني عبد القيس. السكوني نسبة إلى السكون بن أشرس بن كنده وجد جاهلي بنوه بطن من كندة يقال لهم السَّكُون. 

ولد إبراهيم السكوني في القطيف ونشأ بها حوالي سنة 500 هـ/ 1106 م. نزل أهله قرية تدعى العطش من قرى القطيف وقد التقى به علي بن الحسن بن إسماعيل العبدي البصري عندما قدم إلى القطيف زائرًا في 554 هـ.

توفي السكوني في سنة 557 هـ/ 1179 م في مسقط رأسه.

## شعره
ألم بأشعار العرب وأخبارهم، أكثر أشعاره في الزهد والمواعظ. وقد ترجم له الكرباسي وذكر مجموعة من أشعاره مع تعليقات عليها فقال في نهايتها:
من شعره قصيدة في رثاء الإمام الحسين تبلغ 62 بيتاً: